# Nécropole de Sant'Andrea Priu
La nécropole de Sant'Andrea Priu est un site préhistorique du Néolithique situé dans la commune de Bonorva, dans la province de Sassari, en Sardaigne (Italie). Situé à une dizaine de kilomètres du village, le site archéologique est composé d'une vingtaine de tombes de type domus de janas, dont l'une, avec ses dix-huit salles, est l'une des plus grandes du bassin méditerranéen.
À l'intérieur, elles sont décorées de reproductions de détails architecturaux typiques des maisons néolithiques (poutres, solives, architraves, jambages, piliers et plinthes périmétriques). Cela semble un environnement similaire en apparence aux lieux où le défunt avait passé sa vie. Le site a été inscrit en 2025 sur la liste du Patrimoine mondial avec 26 autres sites néolithiques de Sardaigne.

## Datation
On peut chronologiquement attribuer le complexe à la culture d'Ozieri, datée du Néolithique moyen à récent (3500 - 2900 av. J.-C.), grâce à l'utilisation et aux modifications partielles de certains hypogées qui ont continué jusqu'à la période médiévale.

## Description
Parmi les domus qui composent la nécropole se trouvent :
- le Tombeau du chef ;
- le Tombeau de la hutte circulaire ;
- le Tombeau de la chambre.

### Le tombeau du chef

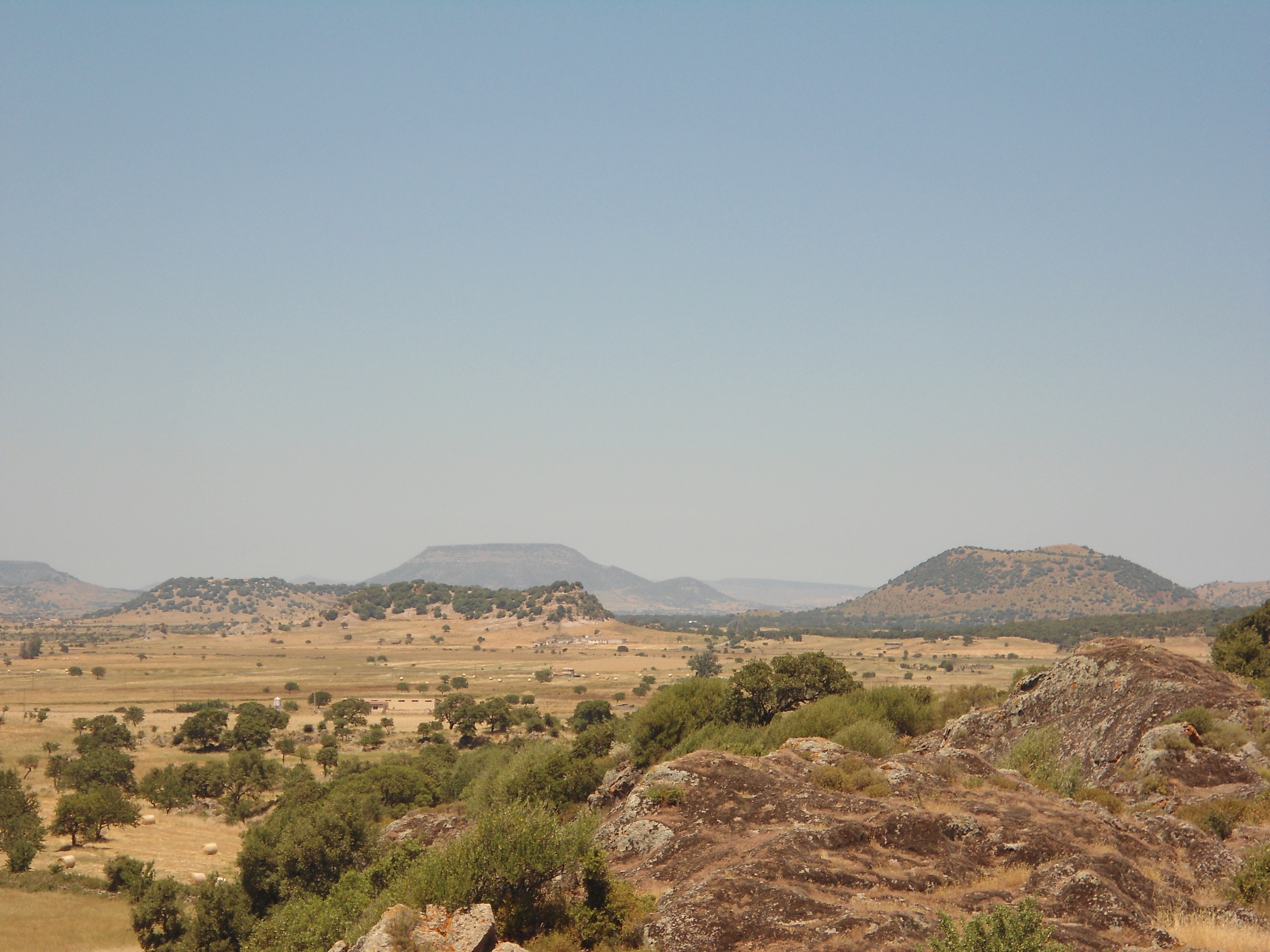
Le paysage à proximité du site.

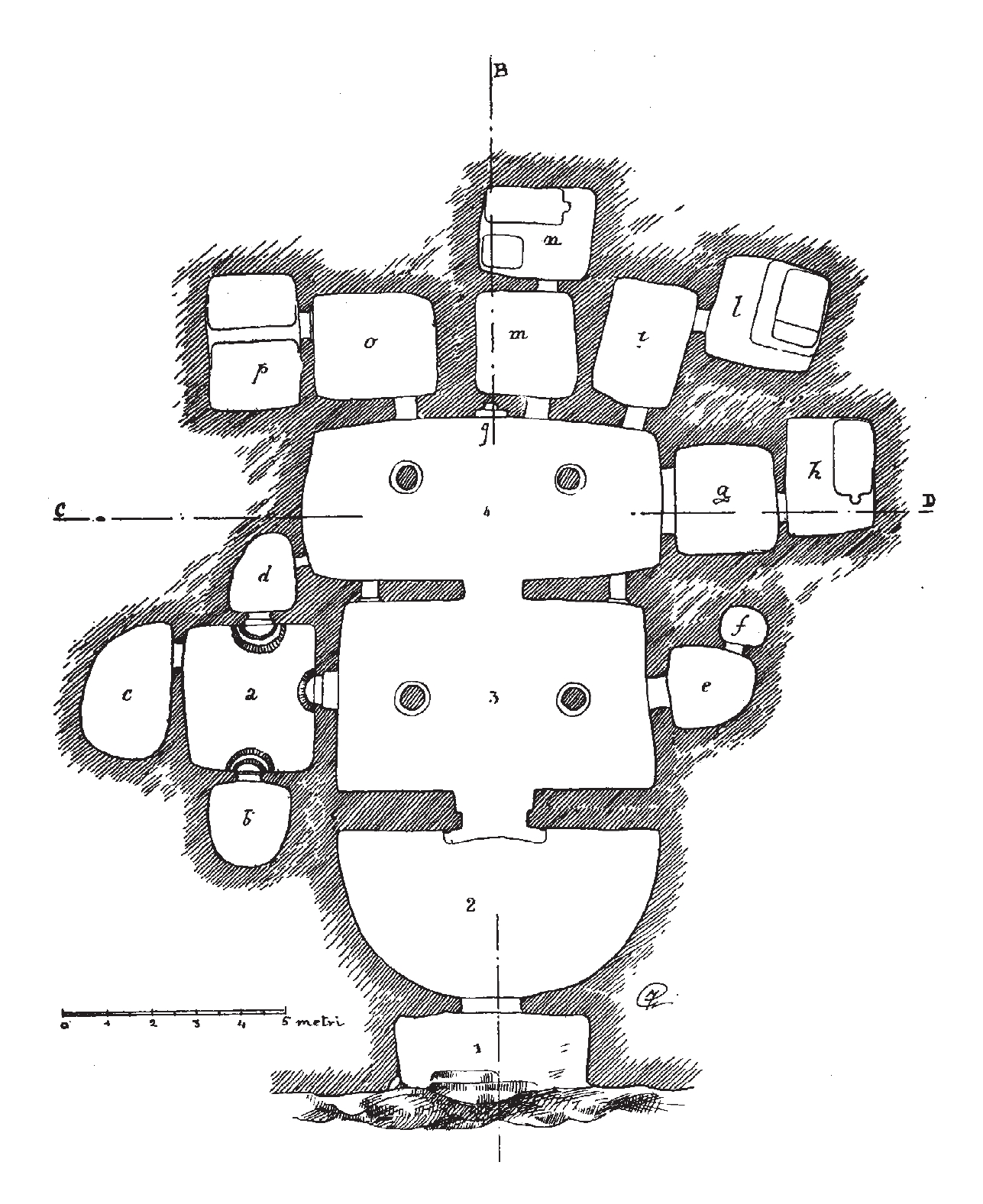
Plan du Tombeau du chef.

On y trouve 18 pièces d'une superficie d'environ 250 m2. Le Tombeau du chef est l'une des domus de janas les plus spectaculaires. Il se compose d'un petit atrium, qui fait office d'entrée, d'une antichambre et de deux grandes salles d'où partent d'autres salles plus petites, qui à leur tour mènent à d'autres zones, avec des niches et des niveaux pour l'enterrement du défunt.
L'antichambre du tombeau est une pièce semi-circulaire d'environ 20 m2, caractérisée par un plafond décoré de poutres en relief qui reproduisent fidèlement les poutres en bois des toits des huttes de l'époque.
Par une ouverture de 1,45 sur 2 m de hauteur, décorée de jambages et d'architraves évidents, on passe à la pièce suivante qui, avec ses 30 m2, est la plus grande pièce de la domus.
Des travaux de restauration effectués en 1969 ont permis de mettre au jour des inscriptions médiévales et des fresques paléochrétiennes sur deux couches – attribuables à deux périodes différentes – représentant des figures féminines, des guirlandes et des oiseaux.
Le plafond conserve cependant des morceaux du plâtre préhistorique d'origine, peint à l'ocre rouge. Au fond de la pièce, une ouverture de 1,30 × 2,50 m de haut mène à la dernière pièce qui servait au Moyen Âge de presbytère. Comme la salle précédente, celle-ci possède également deux colonnes effilées soutenant le plafond lisse ; ses dimensions sont de 7,70 × 3,30 m.

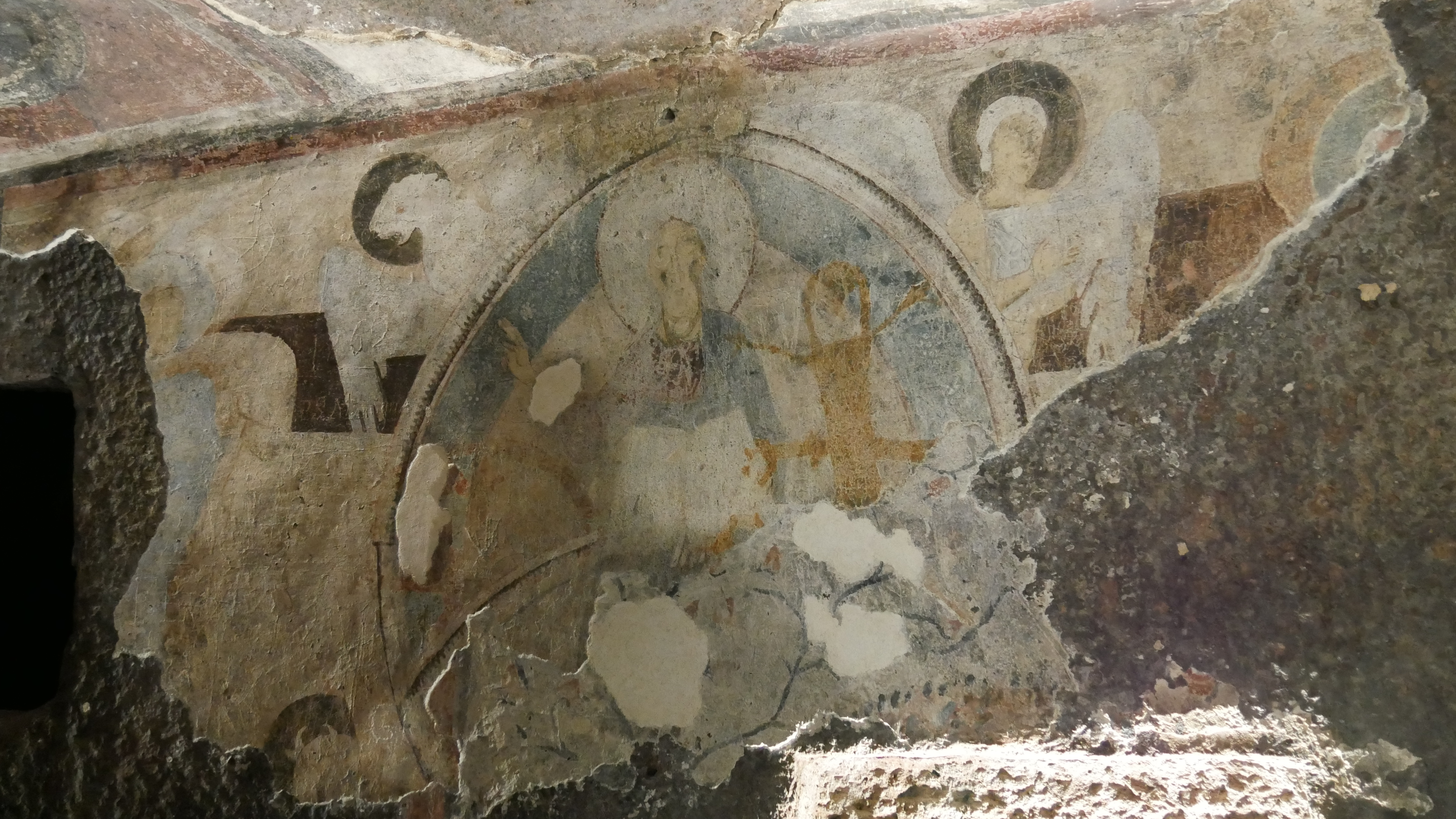
fresque byzantine.

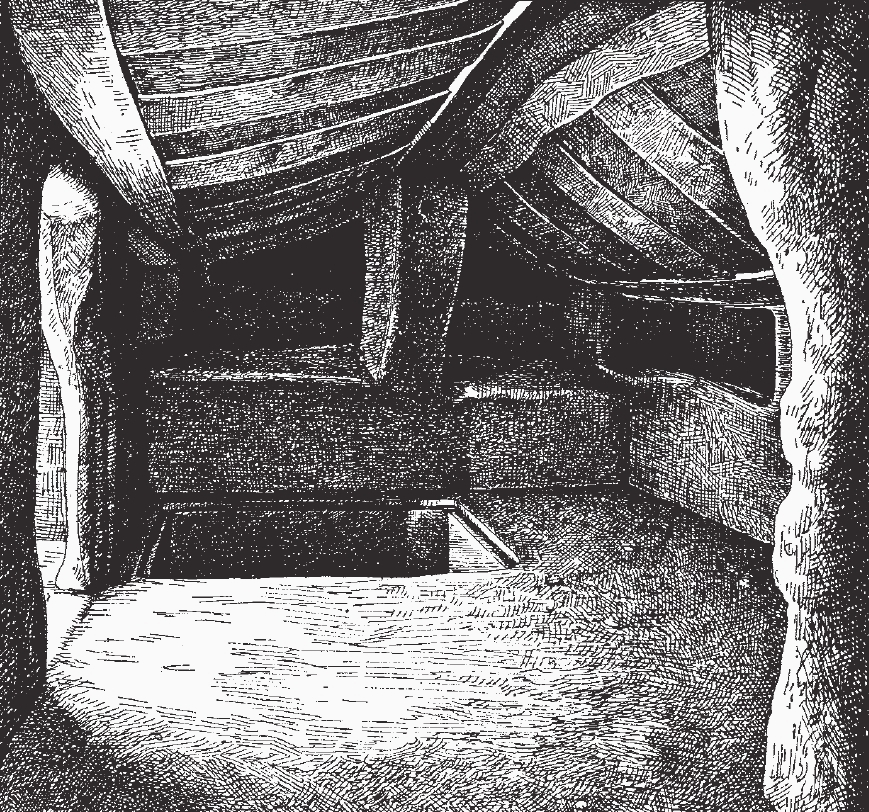
Le Tombeau de la chambre.

De nombreuses fresques de cette salle sont conservées : un cycle de fresques de l'école romane se détache avec des scènes du Nouveau Testament allant de l'Annonciation à la Visitation de Marie à Elisabeth, la Naissance de Jésus, l'Adoration des Mages, puis la Présentation de Jésus au Temple, le Massacre des Innocents, saint Jean-Baptiste, etc. Au centre d'un mur, le Christ sur le trône, entouré des quatre évangélistes, lève la main en signe de bénédiction.

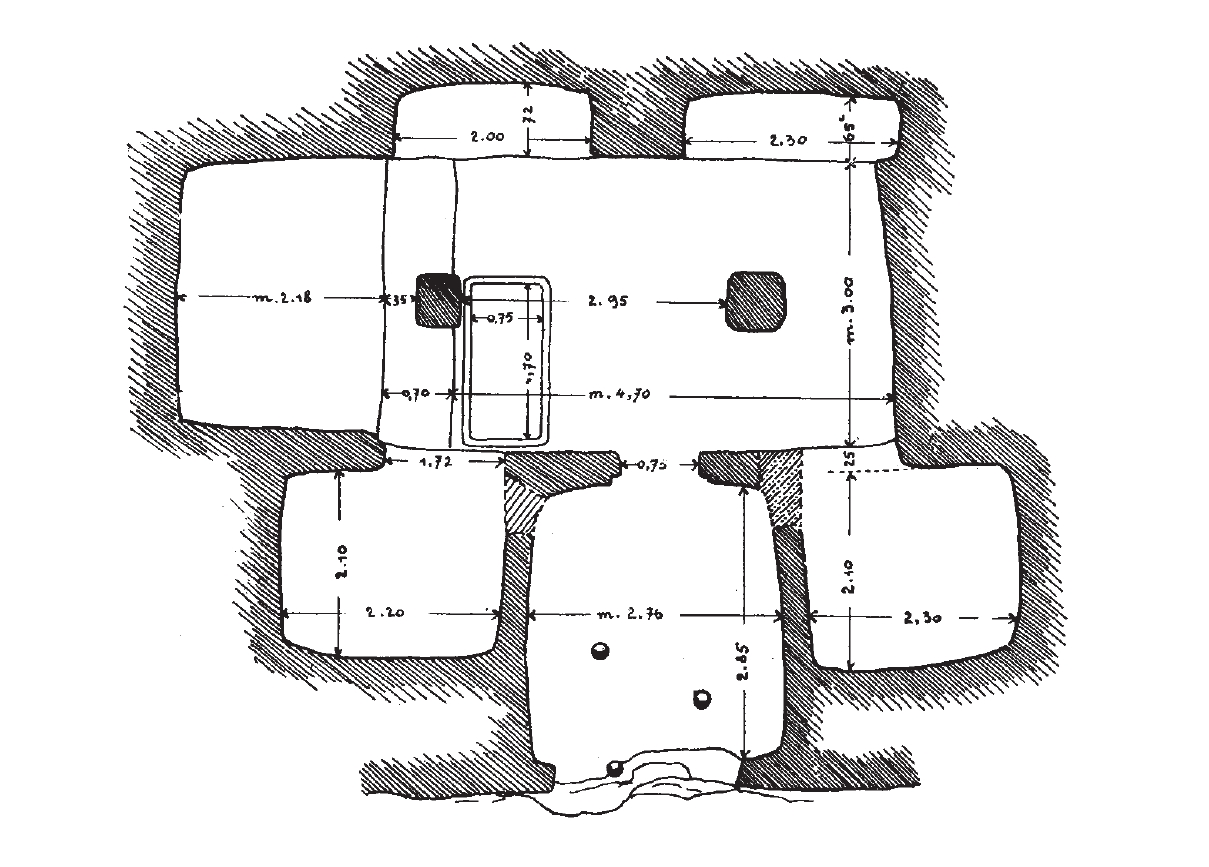
Le Tombeau de la chambre en plan.

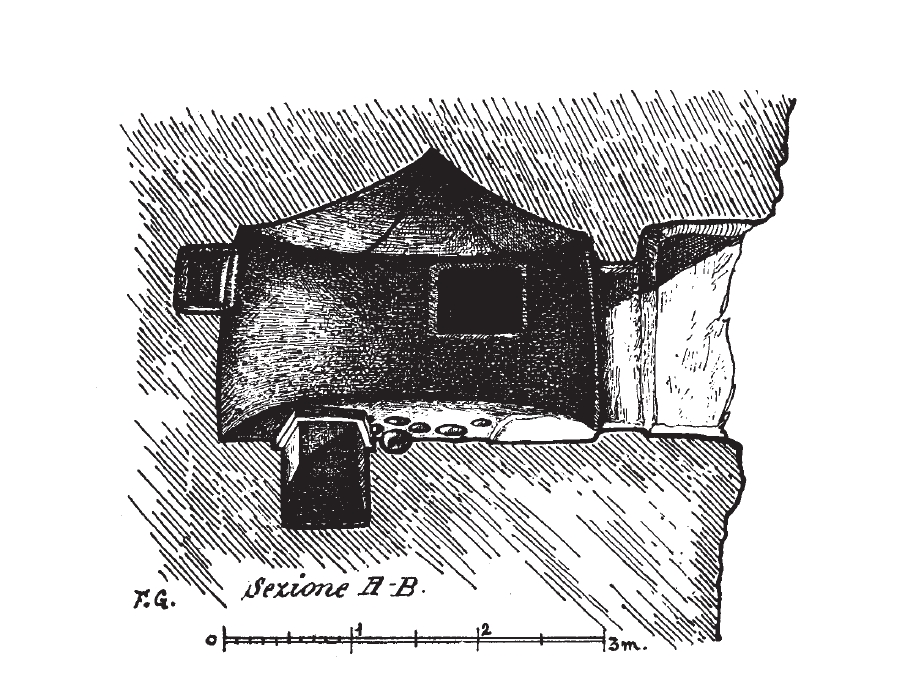
La tombe-hutte vue en coupe.

Le plafond est également décoré de motifs géométriques tels que des losanges, des flèches convergentes, des figures d'oiseaux, des motifs cruciformes.

### Le tombeau de la chambre
Le Tombeau de la chambre est un hypogée composé d'une série de petites et grandes salles qui atteignent une hauteur allant jusqu'à un 1,80 m.

### Le tombeau de la hutte

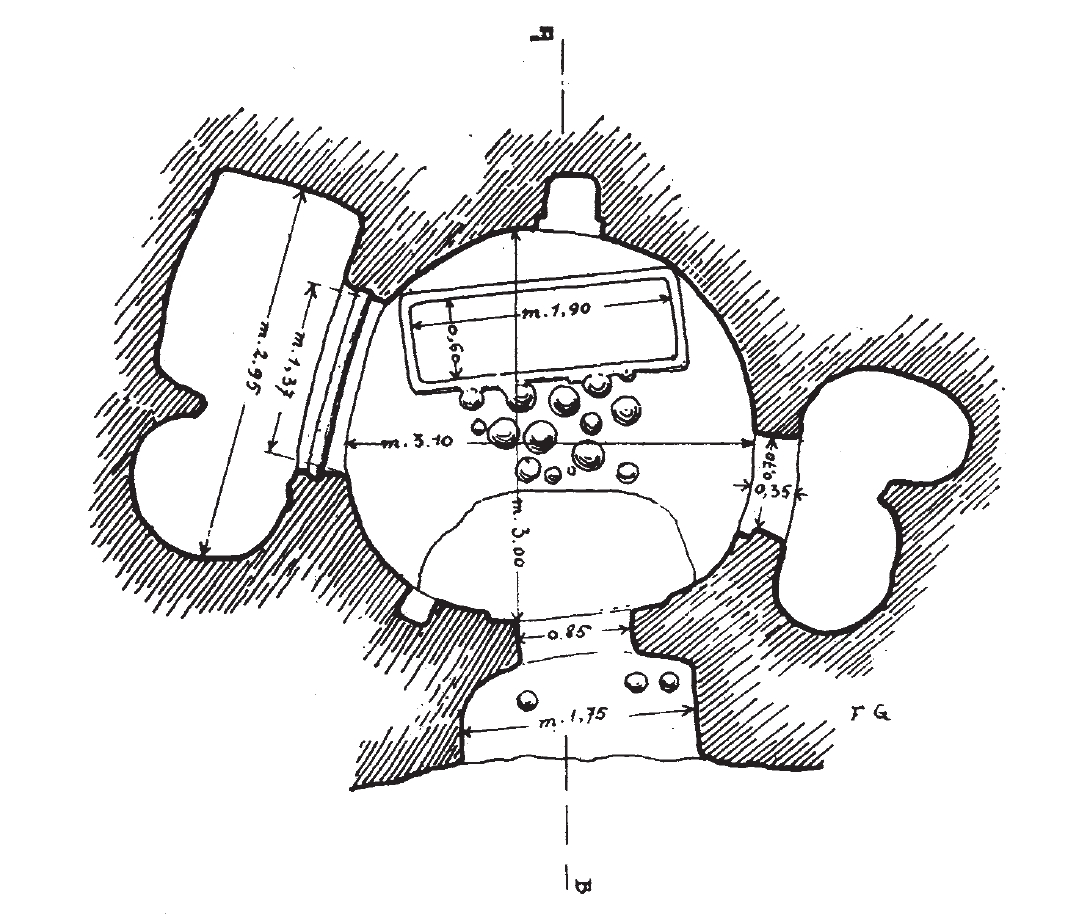
Le Tombeau de la hutte en plan.

C'est une domus de janas circulaire d'un diamètre d'environ trois mètres et d'un mur légèrement incliné.
À l'intérieur du tombeau se trouve une fosse en terre (1,90 × 0,60 × 0,70 m) probablement creusée à l'époque byzantine.

### Le clocher

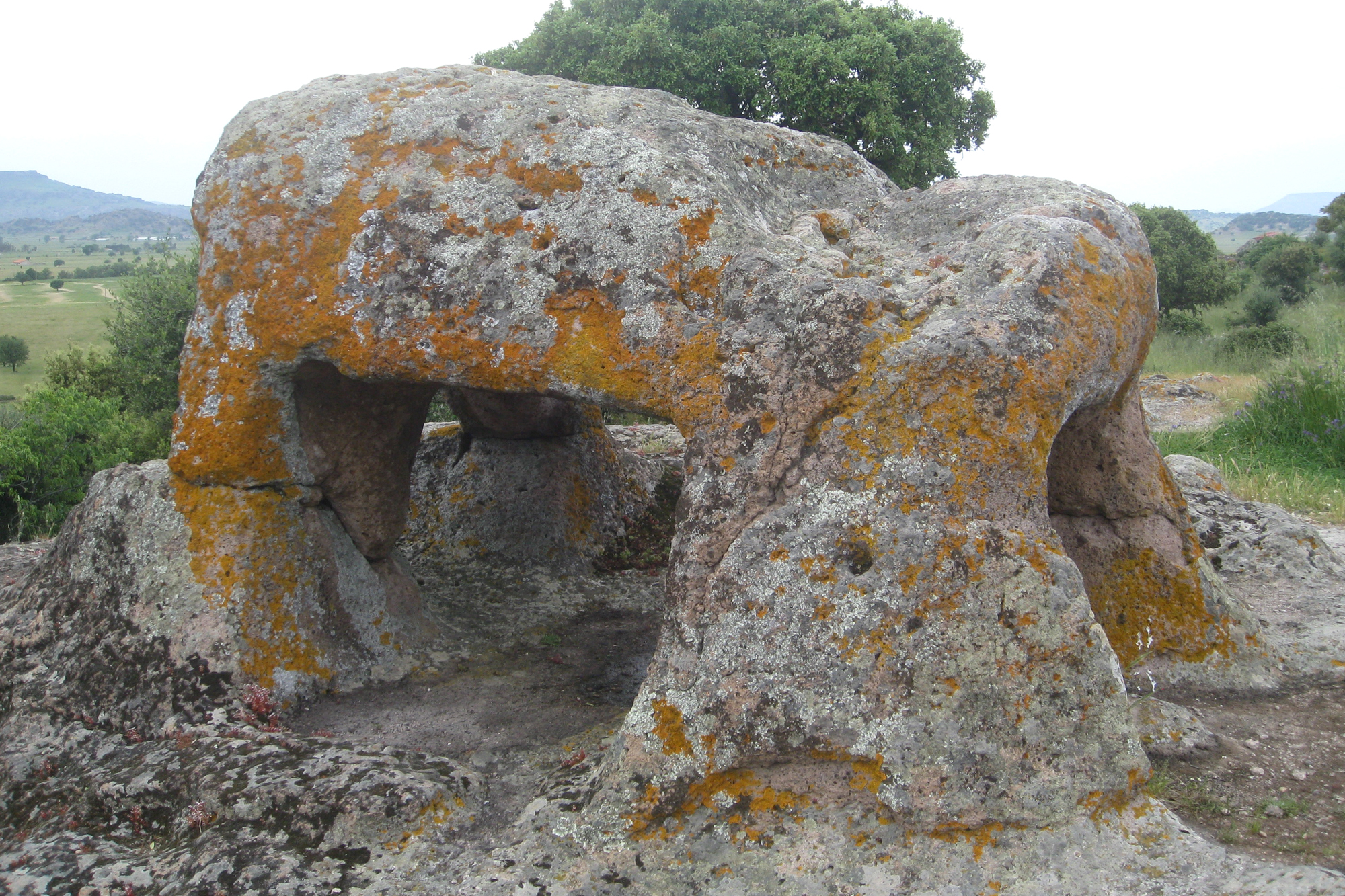
Le taureau sacré.

Au-dessus de la crête qui abrite la domus de janas de Sant'Andrea Priu s'élève une formation rocheuse singulière, d'environ 4,40 × 2,50 × 1,90 m de haut, communément appelée le Clocher. Surnommé par beaucoup le Taureau Sacré en raison de sa forme semblable à celle du corps d'un grand bovin, on a souvent pensé qu'il s'agissait d'une sculpture monumentale, aujourd'hui mutilée de la tête, réalisée en l'honneur de la divinité masculine des peuples prénuragiques. En réalité, le fameux « taureau sacré » n'est qu'un monolithe de trachyte en partie façonné par des agents atmosphériques « et perforé intérieurement par une cellule hypogée dont les parois ont été brisées » (A. Taramelli).

## Patrimoine mondial
Le 12 juillet 2025, à Paris, le site a été inscrit, avec 26 autres sites néolithiques de Sardaigne, sur la liste du Patrimoine mondial de l'UNESCO, sous le nom « Tradition funéraire dans la Sardaigne préhistorique – Les domus de janas ».